# Sotan Tanabe
Sotan Tanabe (田 邉 草民 Tanabe Sōtan?, Suginami, Tòquio el 6 d'abril de 1990) és un jugador de futbol professional japonès que juga com a migcampista.
Ha militat al CE Sabadell.

## Clubs
| Club           | Temporada | LLiga   | LLiga | Copa1   | Copa1 | Copa de la Lliga2 | Copa de la Lliga2 | Continental3 | Continental3 | Total   | Total |
| Club           | Temporada | Partits | Gols  | Partits | Gols  | Partits           | Gols              | Partits      | Gols         | Partits | Gols  |
| -------------- | --------- | ------- | ----- | ------- | ----- | ----------------- | ----------------- | ------------ | ------------ | ------- | ----- |
| F. C. Tokyo    | 2009      | 10      | 0     | 1       | 0     | 6                 | 0                 | -            | -            | 17      | 0     |
| F. C. Tokyo    | 2010      | 0       | 0     | 2       | 0     | 1                 | 0                 | -            | -            | 3       | 0     |
| F. C. Tokyo    | 2011      | 31      | 5     | 4       | 0     | -                 | -                 | -            | -            | 35      | 5     |
| F. C. Tokyo    | 2012      | 18      | 3     | 1       | 0     | 2                 | 0                 | 3            | 0            | 24      | 3     |
| F. C. Tokyo    | 2013      | 2       | 0     | 0       | 0     | 3                 | 0                 | -            | -            | 5       | 0     |
| F. C. Tokyo    | Total     | 61      | 8     | 8       | 0     | 12                | 0                 | 3            | 0            | 84      | 8     |
| CE Sabadell FC | 2013–14   | 27      | 4     | 1       | 0     | -                 | -                 | -            | -            | 28      | 4     |
| CE Sabadell FC | Total     | 27      | 4     | 1       | 0     | -                 | -                 | -            | -            | 28      | 4     |

¹Inclou la Copa del Emperador i la Copa del Rei.
²Inclou la Copa J. League.
3Inclou la Lliga de Campions de la AFC.